# Stelis megaloglossa
Stelis megaloglossa är en orkidéart som beskrevs av Carlyle August Luer. Stelis megaloglossa ingår i släktet Stelis och familjen orkidéer. Inga underarter finns listade i Catalogue of Life.